# Бауман, Елена Владимировна
Еле́на Влади́мировна Ба́уман (по мужу Шалуно́вская; 12 ноября 1932 — 10 марта 2017) — советский и российский критик и киновед. Заслуженный работник культуры РСФСР (1985).

## Биография
В 1955 году окончила театроведческий факультет Государственного института театрального искусства.
Работала в редакции газеты «Советская культура».
Совместно с Галиной Долматовской была составителем ежегодников «Экран 1974—1975» и «Экран 1975—1976».
С 1979 года – заведующая отделом советского кино редакции журнала «Советский экран».
Печаталась с 1955 года. Автор работ по общим проблемам кино, рецензий на художественные фильмы. Член Союза кинематографистов СССР и России.
Награждена медалью «За трудовую доблесть» (1981) и премией Союза кинематографистов СССР за статьи и рецензии в журнале «Советский экран» (1982).
Жена кинокритика Владимира Шалуновского.

## Сочинения
- Елена Бауман. Бой после победы. «Спутник кинозрителя», ноябрь 1972.
- Елена Бауман. «Закачался некрашеный пол…». «Советский экран» № 18, сентябрь 1975.
- Елена Бауман. Возвращение резидента. «Спутник кинозрителя», декабрь 1982.
- Елена Бауман. Маленькая храбрая спичка // «Советский экран». — 1988. — № 18. — С. 11.